# Caglio
Caglio (lombardul: Caj) település Olaszországban, Lombardia régióban, Como megyében. Lakosainak száma 492 fő (2023. január 1.). Caglio Asso, Caslino d’Erba, Faggeto Lario, Nesso, Rezzago és Sormano községekkel határos.

## Népesség
A település népességének változása:

| 2018 | 454 |
| 2023 | 492 |